# Château de Loyat
Le château de Loyat est un château du XVIIIe siècle situé à Loyat, près de Ploërmel, dans le département du Morbihan.

## Histoire

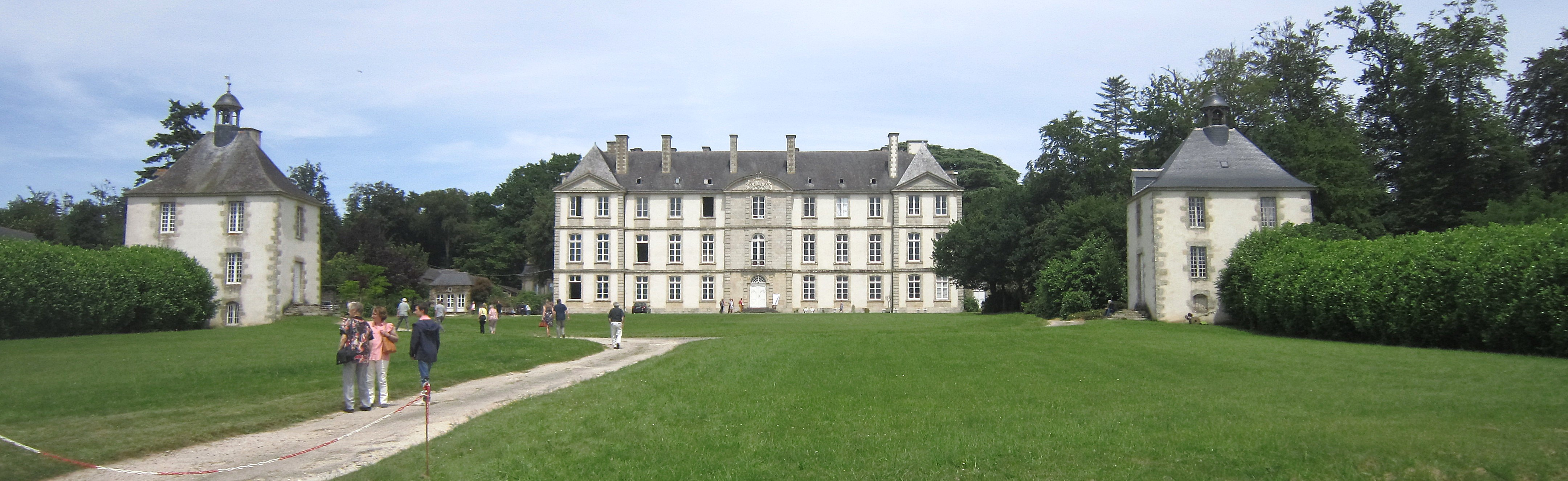
Le château de Loyat : vue extérieure d'ensemble.

### Le château sous l'Ancien Régime
Ancienne forteresse relevant de la vicomté de Porhoët, le château de Loyat est construit au début du XVIe siècle par Béatrice de Rostrenen, épouse de Jean d'Acigné.
Louis de Coëtlogon, procureur général et syndic des États de Bretagne, achète le château vers 1675, mais ce dernier est en mauvais état et difficilement restaurable. La décision est prise de construire un nouveau château dans le prolongement de la forteresse d'origine. Son fils, René Charles de Coëtlogon, vicomte de Loyat, qui en hérite fait appel à l'architecte vannetais Olivier Delourme. Son oncle, Alain Emmanuel de Coëtlogon, futur maréchal de France et vice-amiral du Levant, participe au financement de l'opération. 
Reconstruit entre 1718 et 1734, le château sort de la famille de Coëtlogon en 1791 à la mort du dernier vicomte de Loyat, Emmanuel Louis, dit le comte de Coëtlogon, lieutenant général des armées du Roi, décédé sans postérité. En raison du grand nombre d'héritiers, le château est vendu. Il porte toujours en son fronton de granit l'écusson aux trois bannières de Bretagne, armoiries des Coëtlogon (de gueules à trois écussons d'hermines). 
Le château n’a pratiquement pas été remanié depuis lors, à l'exception du parc. 

### Le château auXIXesiècleetXXesiècle

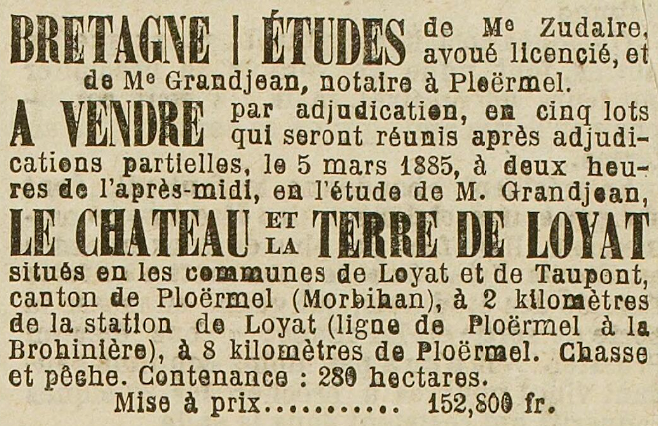
Annonce de la mise en vente du château et des terres de Loyat en 1885 (journal Le Pays).

Au début du XIXe siècle la famille Briot, originaire d'Irlande (venue en France au XVIIIe siècle, elle s'appelait O'Briot), possédait le château de Loyat ; elle fournit deux maires à la commune. Cette famille fut anoblie par lettres patentes du 24 mai 1823.
En 1830, le nouveau propriétaire, le comte Napoléon Marie de Nompère de Champagny supprime les douves pour créer l’allée centrale, et réaménage une partie des terrasses. Le château est racheté en 1885 par la famille Delprat et est resté dans la même famille (Delprat, Regnault de Prémesnil, Dargnier) depuis . De 1885 à 2018, le château de Loyat est alors entouré d’un domaine forestier de 160 hectares.
Le château, avec ses pavillons d'entrée, ses dépendances, les étangs et le parc, est entièrement classé au titre des monuments historiques par arrêté du 8 juin 1945.

### Le château auXXIesiècle
En 2008, la restauration de la façade principale du château orientée au sud est réalisée, avec l’aide de la Direction régionale des Affaires culturelles à hauteur de 25 %, du Conseil régional de Bretagne et du Conseil général du Morbihan. Ces travaux concernent les parties saillantes de la façade, à savoir sa travée centrale et ses deux pavillons ainsi que les deux pavillons isolés.
Le château est à nouveau vendu en 2018 par Gilles et Bénédicte Dargnier, y compris tout son mobilier. Ce château de 40 pièces et 97 fenêtres, ainsi que le domaine vaste encore de 100  hectares, est alors acheté par Guillaume et Camille Ropars, qui l'ont remeublé et qui le restaurent dans le but de l'ouvrir pour des manifestations  et fêtes diverses (le château est géré par leur fils Joseph).

## Photographies du château prises en 2018

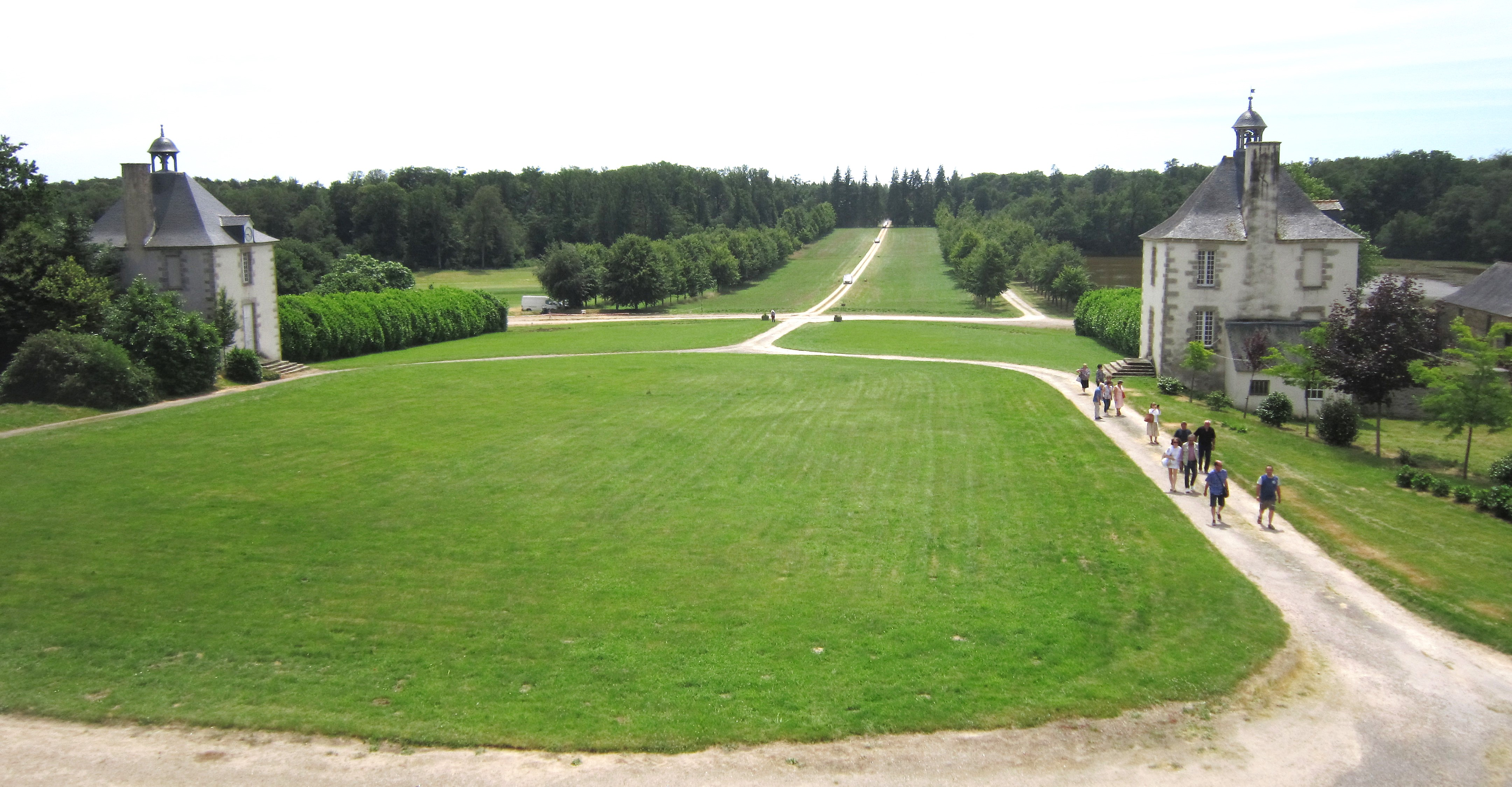
Château de Loyat ː l'allée d'entrée du parc vue depuis le château.
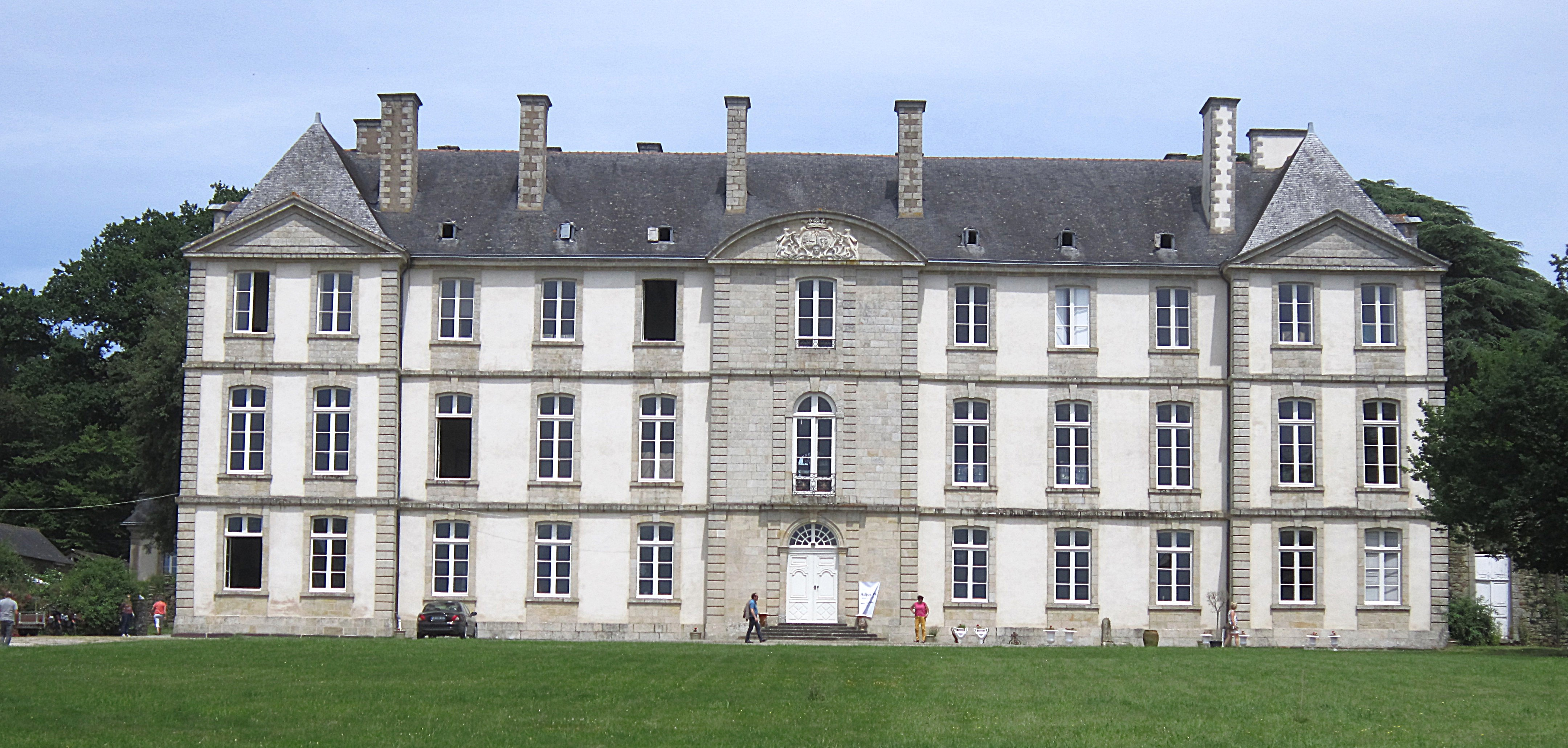
Château de Loyat ː façade sud.
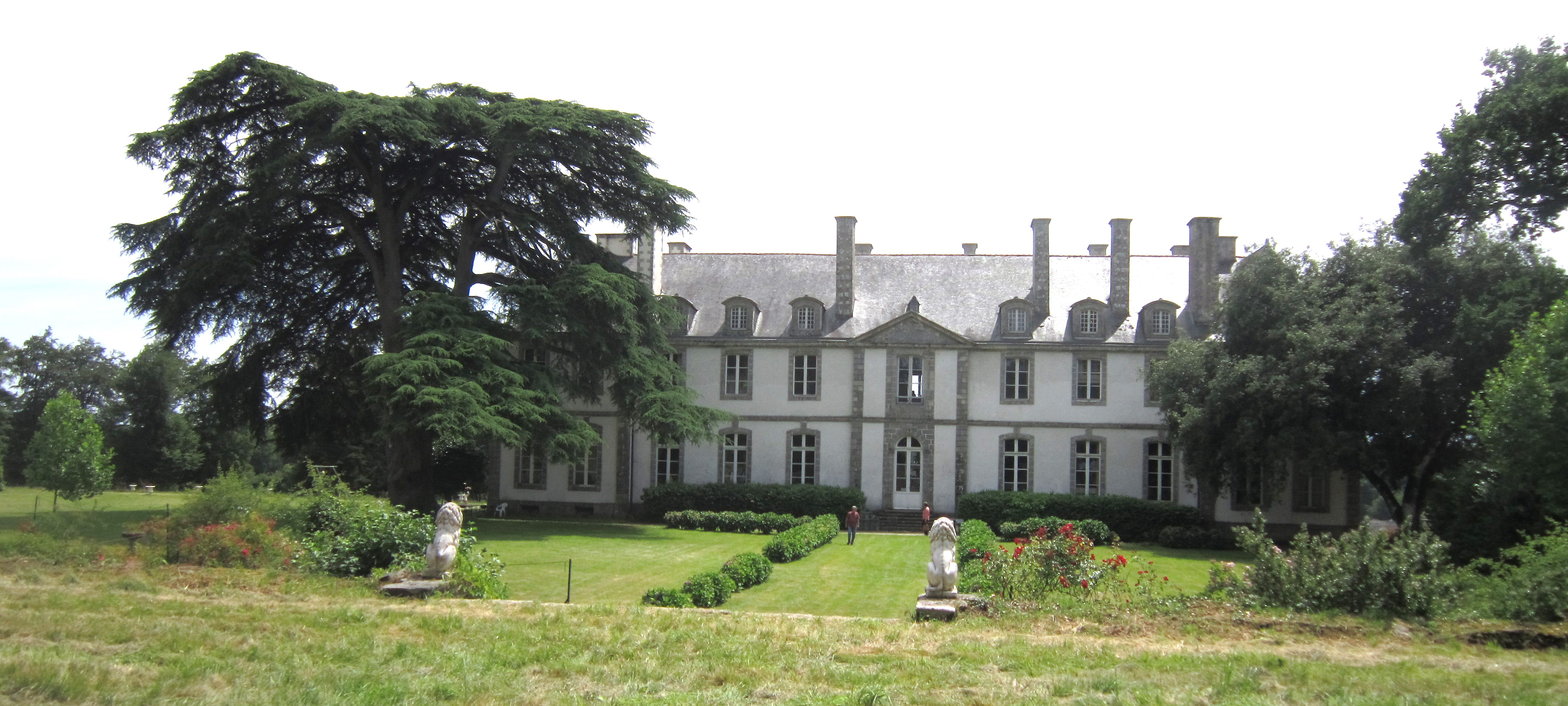
Château de Loyat ː façade nord.
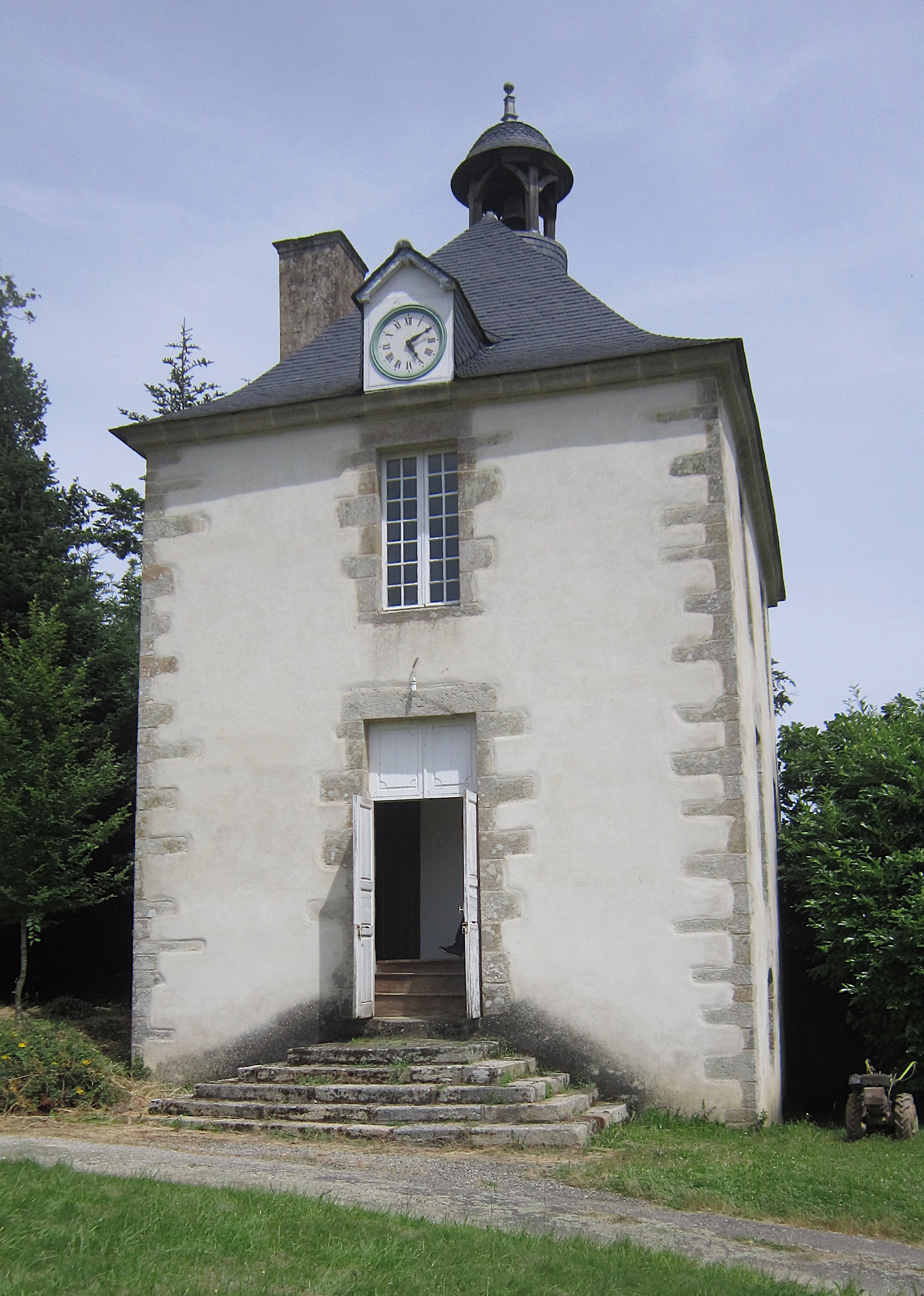
Château de Loyat ː la chapelle.
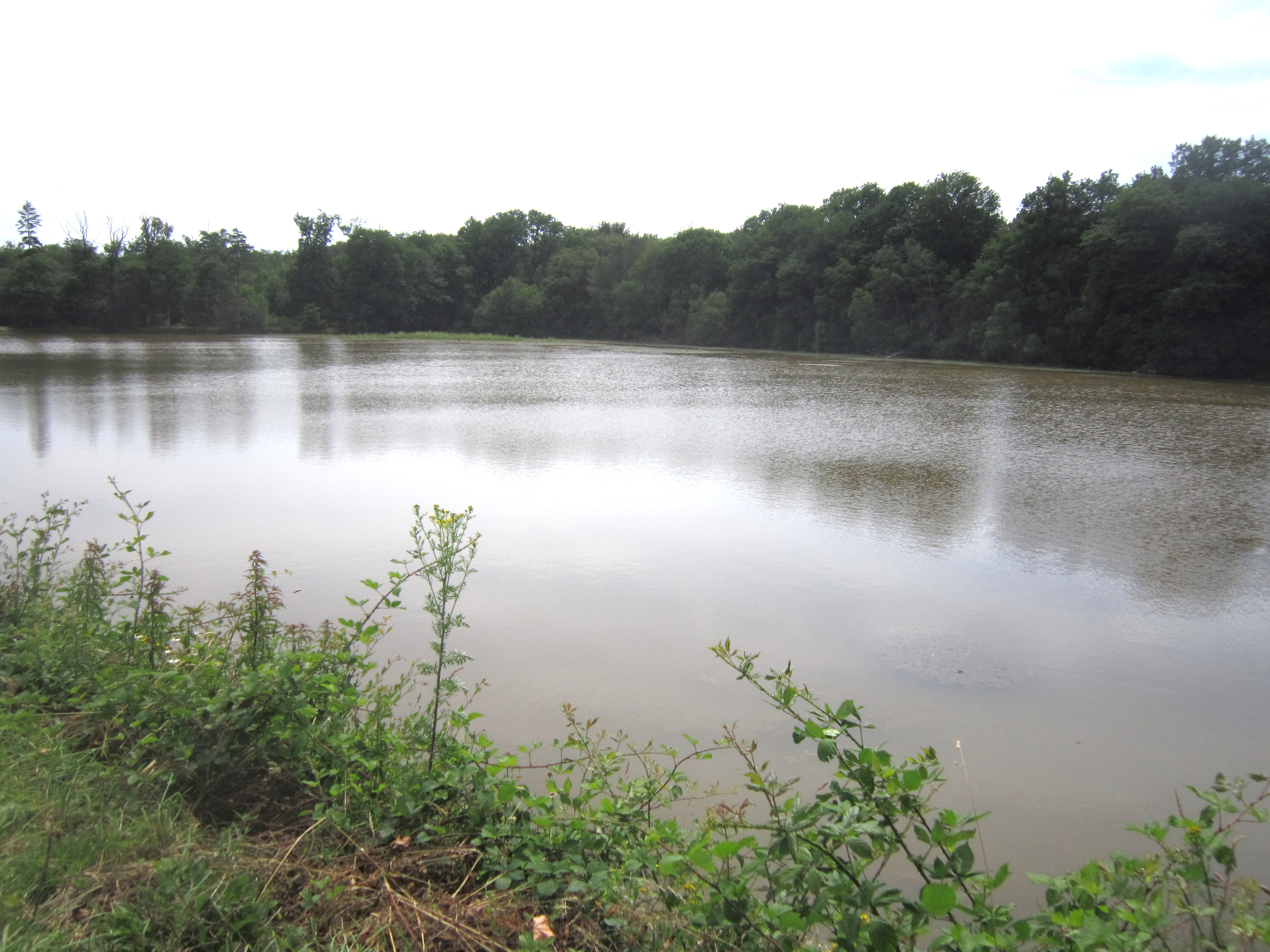
L'étang du château de Loyat.

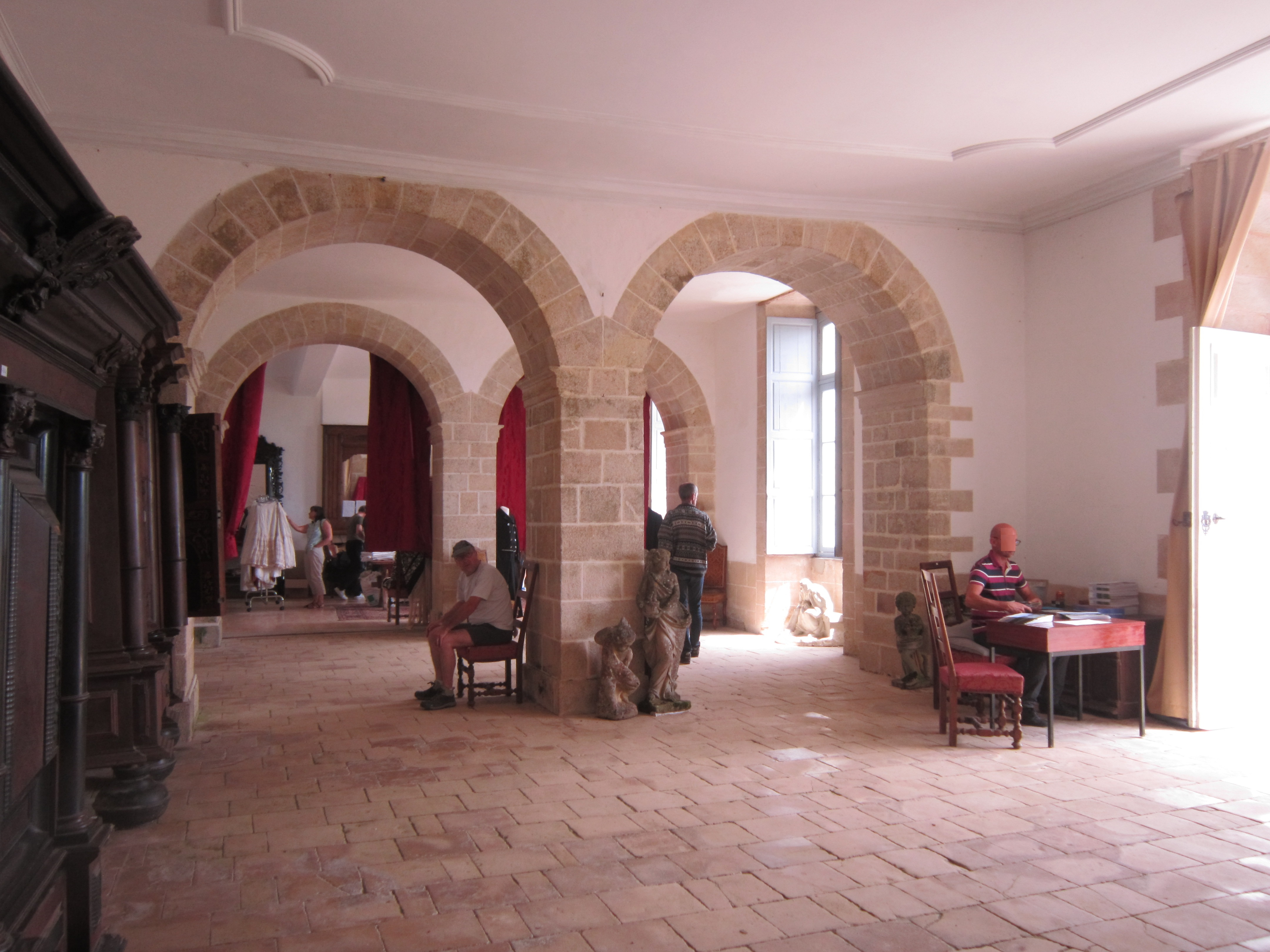
Château de Loyat ː salle principale du rez-de-chaussée.
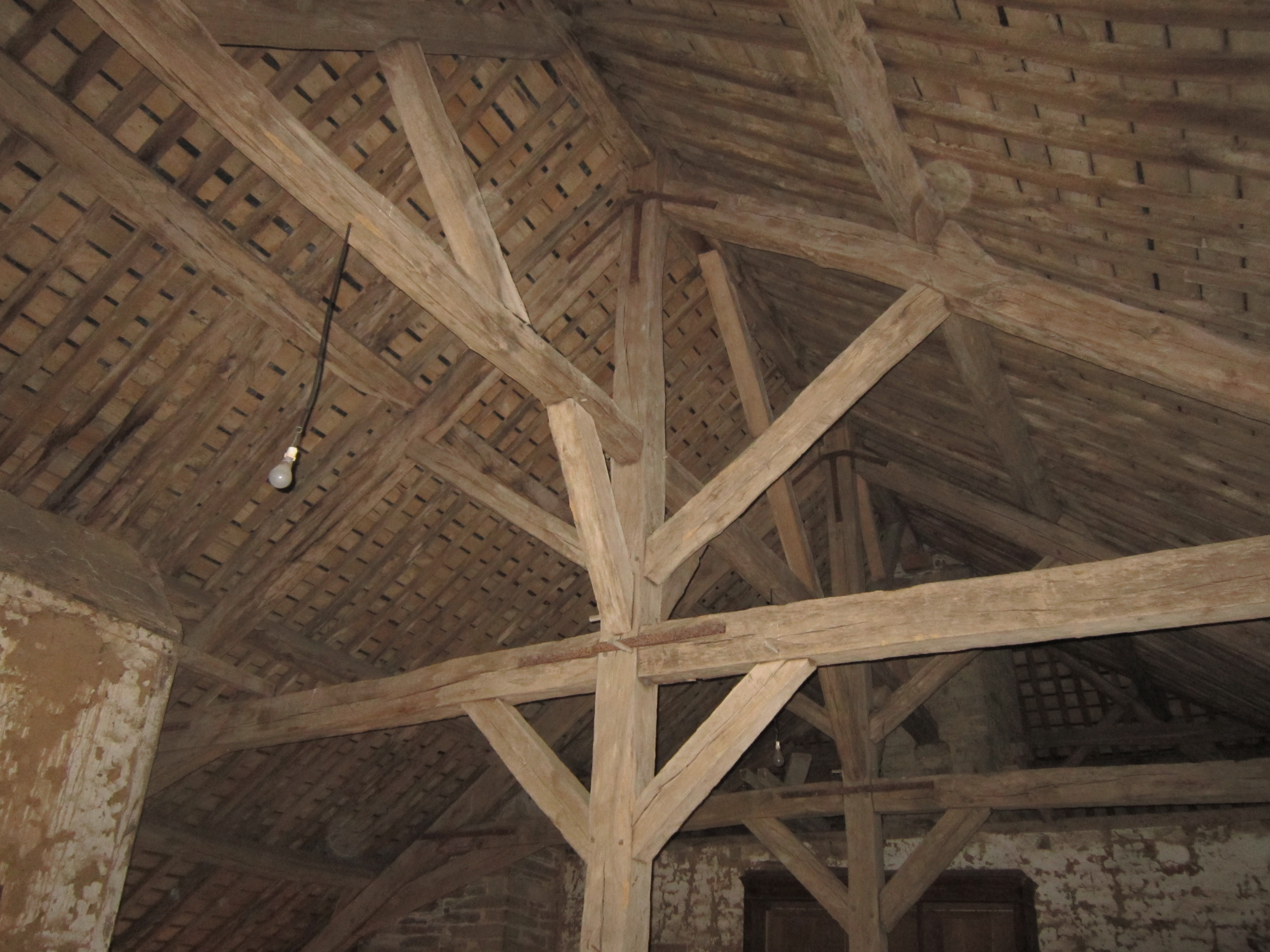
Château de Loyat ː la charpente.
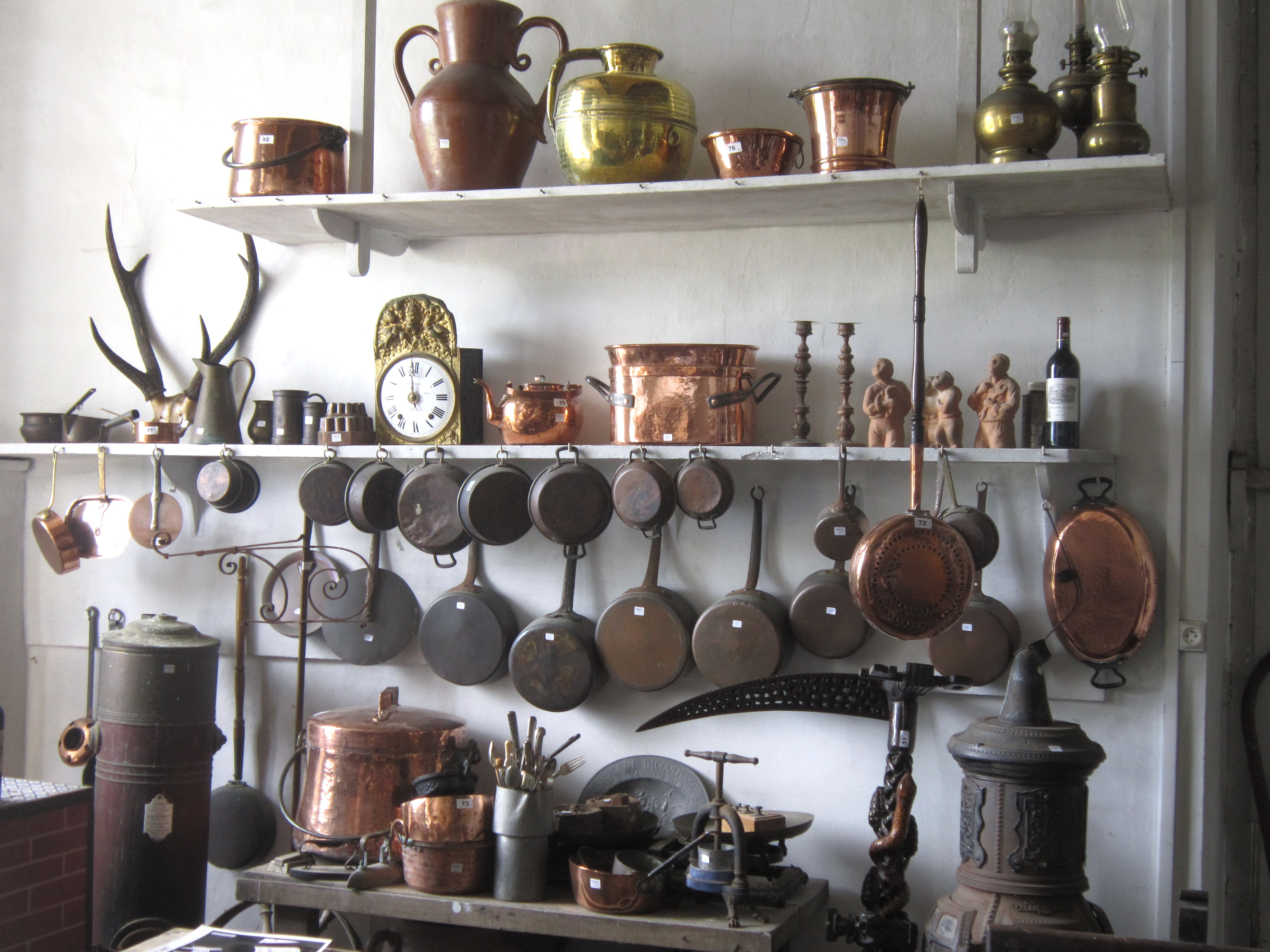
Château de Loyat ː ustensiles de cuisine.
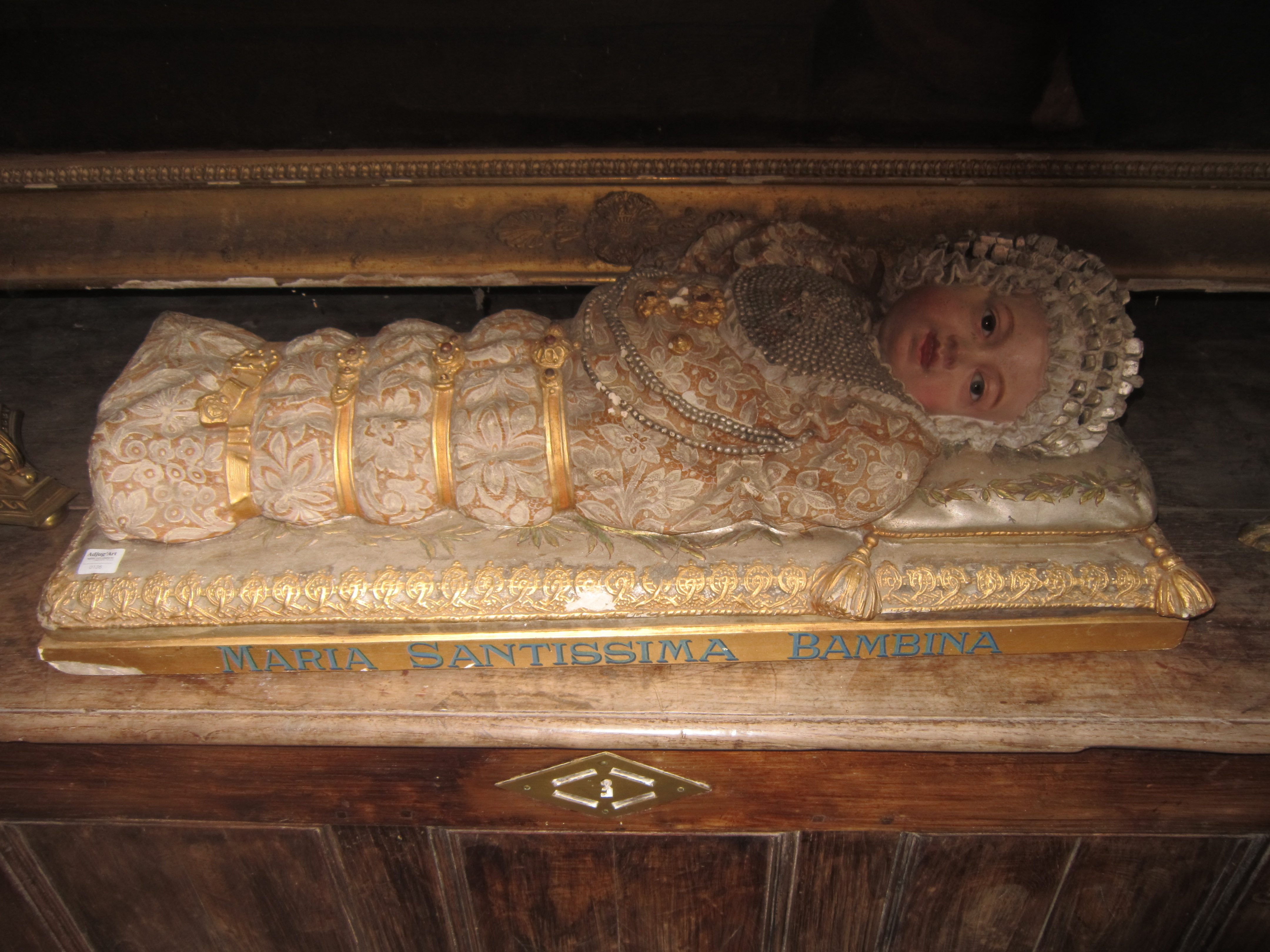
Statue  de Maria Sanctissima Bambina[8] se trouvant au château de Loyat en 2018 (une copie).
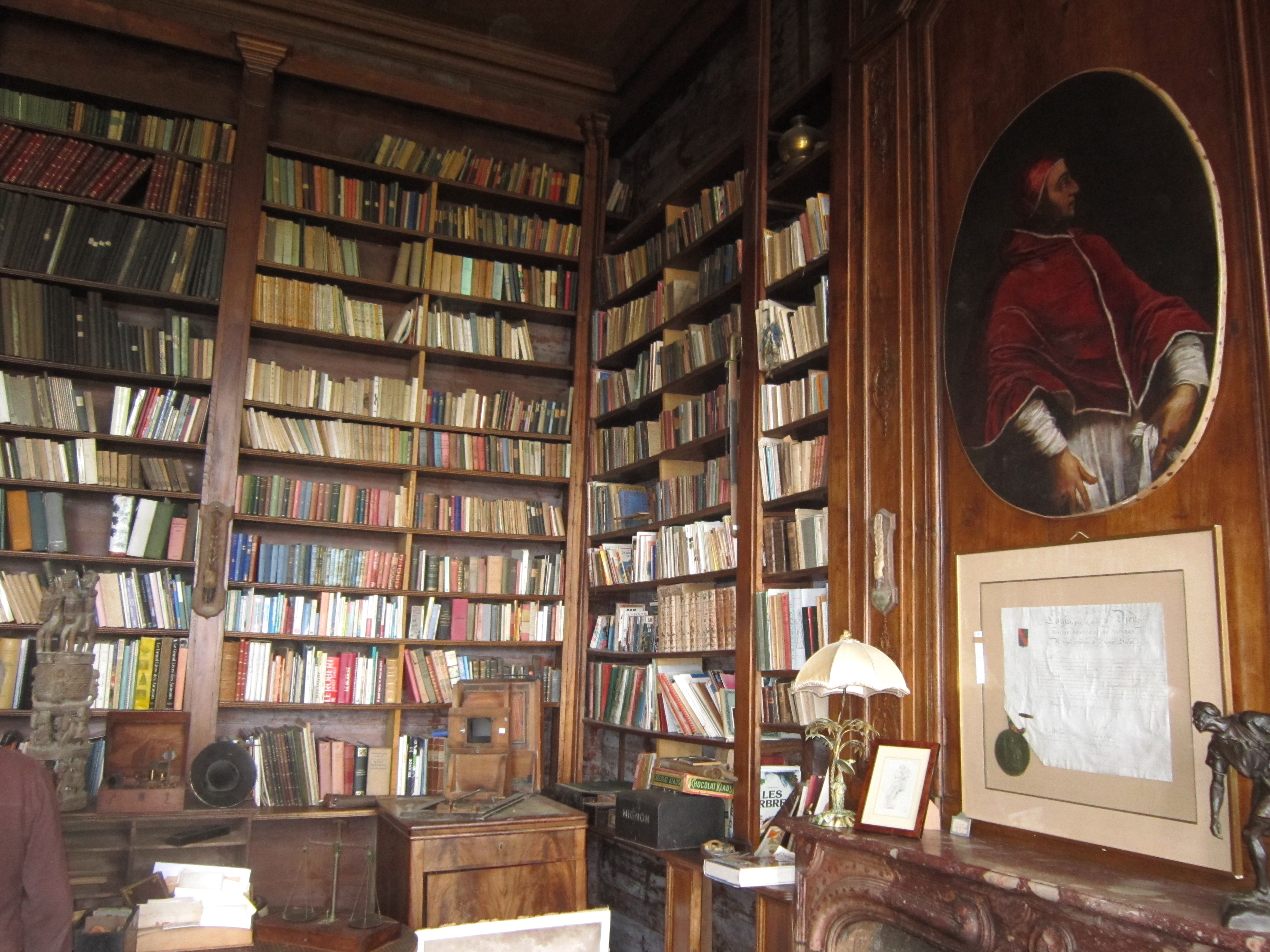
Château de Loyat ː la bibliothèque.

## Parc
Le parc à la française dans le style d'André Le Nôtre, jardinier du Roi Louis XIV, comporte une succession de terrasses à flanc de coteau, des allées et avenues rayonnant du château et un jeu de ruisseaux reliant entre eux des étangs, dont le majestueux miroir d'eau à proximité du château.